# صیر بنی‌یاس

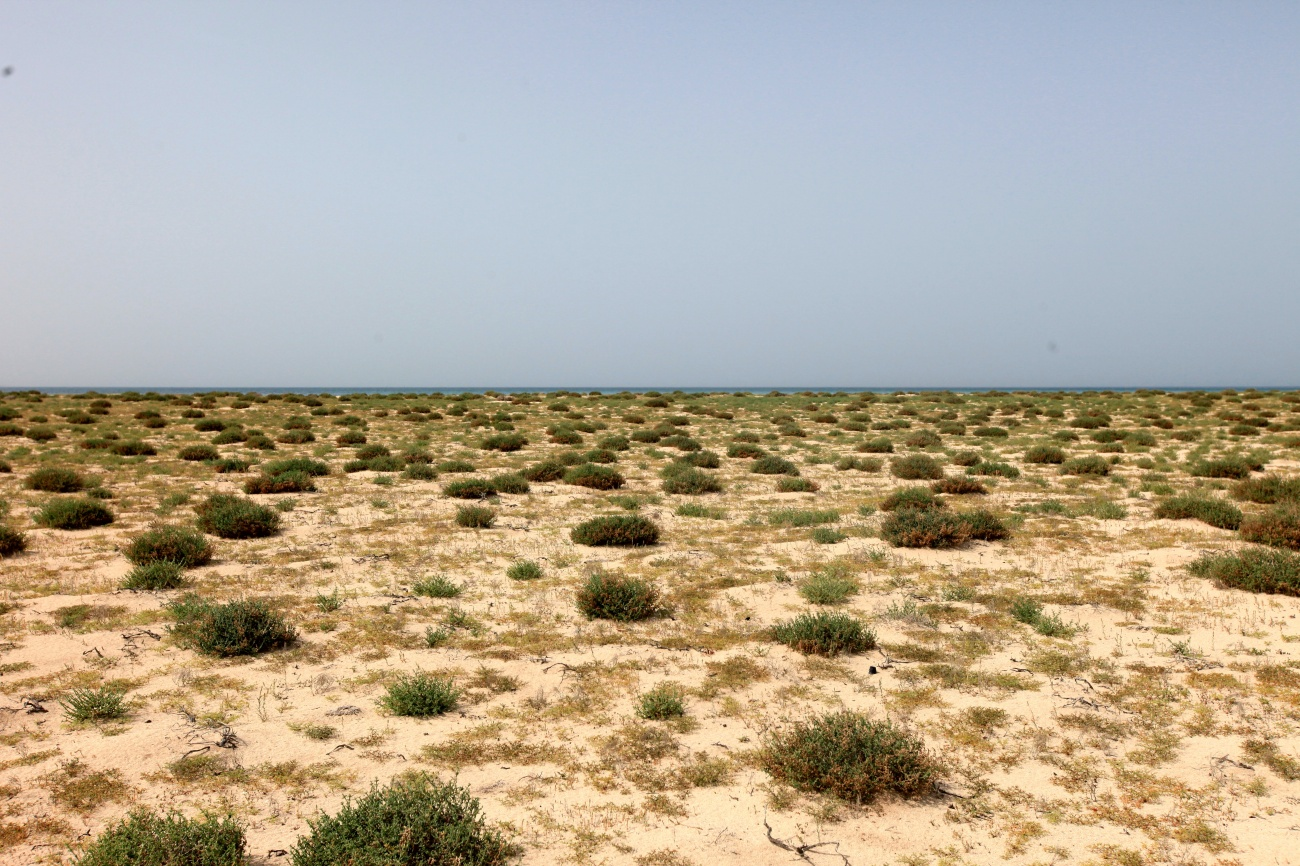
نمایی از جزیره

صیر بنی‌یاس (عربی: صِير بنى ياس) جزیره واقع در ۱۷۰ کیلومتری جنوب غرب ابوظبی، پایتخت امارات متحده عربی، است. این جزیره ۱۷٫۵ کیلومتر طول و ۹ کیلومتر عرض دارد و بزرگ‌ترین جزیره طبیعی امارات متحده عربی است.